# Saint-Loup (Creuse)
Saint-Loup település Franciaországban, Creuse megyében. Lakosainak száma 192 fő (2022. január 1.). Saint-Loup Le Chauchet, Gouzon, Lussat, Pierrefitte, Saint-Julien-le-Châtel és Tardes községekkel határos.

## Népesség
A település népessége az elmúlt években az alábbi módon változott:
| Lakosok száma | 310  | 234  | 186  | 177  | 181  | 181  | 182  | 184  | 183  | 192  |
|               | 1968 | 1982 | 1990 | 2006 | 2013 | 2015 | 2017 | 2019 | 2020 | 2022 |